# Pseudocatharylla asteria
Pseudocatharylla asteria là một loài bướm đêm trong họ Crambidae.